# Olive Swezy
Olive Swezy (1 de noviembre de 1878-13 de diciembre de 1963) fue una zoóloga estadounidense. Estudió dinoflagelados y amebas. Trabajó a menudo junto a Charles Kofoid en temas relacionados con la zoología aplicada. Investigó las amebas que causan enfermedades y realizó investigaciones tempranas sobre la ovogénesis junto con Herbert McLean Evans. Durante la década de 1940, escribió artículos contra el nazismo y el encarcelamiento de estadounidenses de origen japonés en campos de internamiento.

## Biografía
Nació en Shohola (Pensilvania), en 1878. Asistió a la Universidad de California en Berkeley, tanto para sus estudios de pregrado como de posgrado. Recibió su licenciatura en 1913, seguida de una maestría en 1914. En 1915, obtuvo un doctorado en zoología en Berkeley, con su disertación titulada El kinetonúcleo de los flagelados y la teoría binuclear de Hartmann. Después de terminar su educación, Swezy continuó su investigación bajo la guía de Charles Kofoid, quien fue el segundo presidente de zoología.
Posteriormente, fue designada asistente en el Departamento de Zoología de Berkeley antes de asumir el puesto de directora asistente, junto con William Ritter, en el Laboratorio de Biología Marina (conocido como 'Scripps') en La Jolla. Jugó un papel importante en gran parte de la investigación de Kofoid. Sus cartas con Ritter indican que tuvo dificultades para establecerse como científica en lugar de ser vista como la bibliotecaria a tiempo parcial de Scripps. Alrededor de 1917, bajo la dirección de Kofoid, comenzó a estudiar dinoflagelados en Scripps. Las contribuciones de Kofoid a menudo recibieron más reconocimiento que las de Swezy. En 1921, fue reconocida como coautora de una obra de 583 páginas titulada The Free-Living Unarmed Dinoflagellata, que se basaba en dos décadas de investigación. En su informe al presidente de la Universidad de California, el Departamento de Zoología se refirió al libro como «el acontecimiento progresivo más significativo» de ese año. Una memoria biográfica de la Academia Nacional de Ciencias sobre Kofoid enfatizó el papel que los esfuerzos de colaboración entre Swezy y Kofoid jugaron en su trabajo profesional: «Sus contribuciones más significativas a la morfología de los protozoos se realizaron durante su asociación con Olive Swezy». A lo largo de la década de 1920, continuó colaborando con Kofoid, publicando artículos sobre una variedad de temas relacionados con sus proyectos de zoología aplicada. También fue autora y coautora de varios artículos centrados en parásitos y amebas intestinales.
Swezy y Kofoid descubrieron una nueva cepa de disentería amebiana, relacionada con la disentería amebiana que había afectado a las tropas estadounidenses en Filipinas durante la guerra hispano-estadounidense. Fue la sexta causa de infección disentérica que se descubrió. En 1924, Swezy y Kofoid estudiaron las amebas que podían entrar en el cuerpo de un humano a través del agua o los alimentos que habían sido contaminados y causar úlceras o abscesos en el hígado, artritis y reumatismo. En 1929, se informó que Swezy y Herbert McLean Evans habían descubierto que los humanos normalmente tienen 48 cromosomas, que determinan el sexo humano, y que no estaban relacionados con el cáncer. No fue hasta 1955 que Joe Hin Tjio descubrió que normalmente hay 46 cromosomas humanos.
En 1940, escribió una carta al Oakland Tribune sobre «los peligros del nazismo». En 1942 escribió un artículo en el que protestaba contra el internamiento forzado de los estadounidenses de origen japonés en campos de internamiento. Apareció en American Men of Science de 1944. Murió en 1963.